# Чехословаччина на літніх Олімпійських іграх 1952
На Літніх Олімпійських іграх 1952 року в Гельсінкі, (Фінляндія) Чехословаччина була представлена 99 спортсменами: 86 чоловіків і 13 жінок, які брали участь в 70 змаганнях з 11 видів спорту. Збірна завоювала тринадцять медалей, з них сім — золотих, три — срібних та три бронзових.
Стаєр Еміль Затопек виграв забіги на 5 км, 10 км і марафон, ставши чотириразовим олімпійським чемпіоном. Ще одну золоту медаль він отримав на попередній лондонській Олімпіаді.
Каноїст Йозеф Голечек став дворазовим олімпійським чемпіоном, Ян Брзак-Фелікс завоював третю олімпійську медаль, а Богуміл Кудрна — другу.

## Медалісти
Золото
- Еміль Затопек —  Легка атлетика, Чоловіки, 5.000 м.
- Еміль Затопек —  Легка атлетика, Чоловіки, 10.000 м.
- Еміль Затопек —  Легка атлетика, Чоловіки, марафон.
- Дана Затопкова — Легка атлетика, Жінки, метання списа.
- Ян Захара — Бокс, напівлегка вага.
- Йозеф Голечек — Каное, Чоловіки-одиночки 1.000 м Canadian Singles.
- Карел Мейта, Іржі Гавліс, Ян Їндра, Станіслав Луск, Мірослав Коранда — Академічне веслування, Чоловіки, четвірка з рульовим.

 Срібло
- Йозеф Долежал — Легка атлетика, Чоловіки, Ходьба, 50 км.
- Ян Брзак-Фелікс та Богуміл Кудрна — Каное, Чоловіки-двійки 1.000 м Canadian Pairs.
- Йозеф Ружичка — Греко-римська боротьба, надважка вага.

 Бронза
- Альфред Їндра — Каное, Чоловіки-одиночки 10.000 м Canadian Singles.
- Микулаш Атанасов — Греко-римська боротьба, легка вага.
- Гана Бобкова, Альона Чадимова, Яна Рабасова, Альона Рейхова, Матильда Шинова, Божена Срнцова, Віра Ванчурова, Єва Вехтова — Спортивна гімнастика, Жіноча команда, командний залік.

## Учасники

### Бокс
Спортсменів — 5
Чехословаччину представляли п'ять боксерів. Юліус Торма і Франтішек Майдлох дійшли до чвертьфіналу, а Ян Захара став чемпіоном.

### Легка атлетика
В змаганнях з легкої атлетики від Чехословаччини взяли участь 20 спортсменів (16 чоловіків і 4 жінки).

### Спортивна гімнастика
Чоловіки — 8
Представники чоловічої збірної Чехословаччини зі спортивної гімнастики не змогли втрутитися в боротьбу за медалі, залишившись без нагород. В командному заліку Чехословаччина зайняла сьоме місце, в індивідуальному заліку найвище місце зайняв Фердінанд Даніш — тринадцяте. В окремих вправах найвище місце — п'яте у вправах на брусах теж зайняв Фердінанд Даніш.
Жінки — 8
Жіноча збірна зі спортивної гімнастики завоювала бронзову медаль.
| Гімнастка       | Командний залік | Абсолютний залік | Снаряд | Снаряд | Снаряд          | Снаряд        | Снаряд                      |
| Гімнастка       | Командний залік | Абсолютний залік | Колода | Бруси  | Опорний стрибок | Вільні вправи | Командні вправи з предметом |
| --------------- | --------------- | ---------------- | ------ | ------ | --------------- | ------------- | --------------------------- |
| Єва Вехтова     | Бронза          | 14               | 13     | 15     | 33              | 13            | 6                           |
| Альона Чадимова | Бронза          | 20               | 22     | 35     | 44              | 20            | 6                           |
| Яна Рабасова    | Бронза          | 21               | 26     | 12     | 35              | 43            | 6                           |
| Божена Срнцова  | Бронза          | 22               | 21     | 20     | 33              | 61            | 6                           |
| Гана Бобкова    | Бронза          | 31               | 31     | 27     | 57              | 47            | 6                           |
| Матильда Шинова | Бронза          | 33               | 25     | 34     | 38              | 73            | 6                           |
| Віра Ванчурова  | Бронза          | 34               | 14     | 61     | 76              | 33            | 6                           |
| Альона Рейхова  | Бронза          | 47               | 91     | 19     | 49              | 69            | 6                           |